# Bahnhof Turku
Der Bahnhof Turku (finnisch Turku asema), auch als Hauptbahnhof Turku (finnisch Turun päärautatieasema, schwedisch Åbo centralstation) bezeichnet, ist der wichtigste der Bahnhöfe in Turku. Er liegt im Stadtteil VII im Innenstadtbezirk (Ratapihankatu 37).

## Geschichte

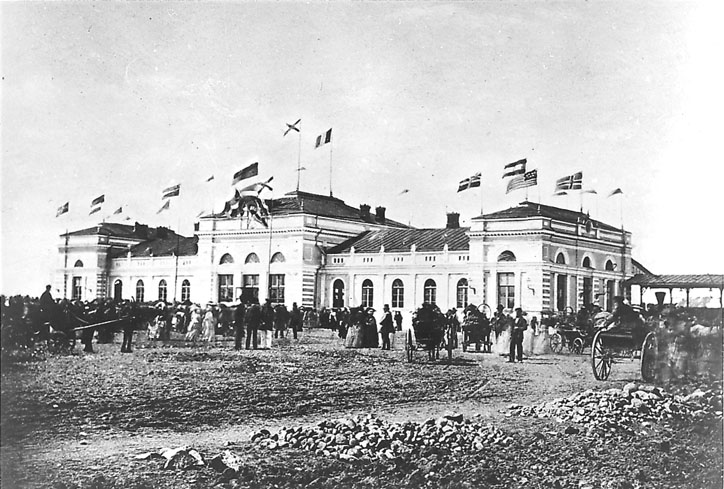
Eröffnungsfeier

Der Bahnhof wurde mit der Eröffnung der Bahnstrecke von Turku nach Tampere im Jahr 1876 in Betrieb genommen. Da dementsprechend zunächst nur Verbindungen nach Tampere und Toijala bestanden, war die Station zunächst von wenig Bedeutung. Das änderte sich 1899 mit der Inbetriebnahme der Strecke entlang der Küstenregion nach Helsinki. Das heutige Empfangsgebäude wurde ab 1938 nach Entwürfen von Martti Välikangas und Väinö Vähäkallio gebaut und 1940 fertiggestellt. Es handelt sich um einen schlichten Funktionsbau, der zuletzt 2005 bis 2006 umfassend renoviert wurde. In der Nähe des Bahnhofs befindet sich eine ehemalige Lokhalle, die seit Turku 2011 als Ausstellungs- und Veranstaltungszentrum (Logomo) genutzt wird.

## Verkehr
Es bestehen Reisezugverbindungen nach Helsinki über Karis und Salo und nach Pieksämäki über Tampere und Jyväskylä.